# Confession of Murder (film, 2012)
Pour les articles homonymes, voir Confession of Murder.
Pour plus de détails, voir Fiche technique et Distribution.
Confession of Murder (hangeul : 내가 살인범이다 ; RR : Naega salinbeomida, littéralement « Je suis le meurtrier ») est un thriller sud-coréen écrit et réalisé par Jeong Byeong-gil, sorti en 2012.

## Synopsis
Il y a quinze ans, un tueur en série assassinait dix femmes et blessait au visage le policier chargé de l'enquête sans jamais être découvert. Aujourd'hui, un livre autobiographique est publié : l'auteur s'y approprie les meurtres mais le délai de prescription est dépassé.

## Fiche technique
- Titre : Confession of Murder
- Titre original : 내가 살인범이다 (Naega salinbeomida)
- Réalisation : Jeong Byeong-gil
- Scénario : Jeong Byeong-gil
- Décors : Yang Hong-sam
- Costumes : Chae Kyung-wha
- Photographie : Kim Gitae et Jeong Yong-geon
- Montage : Nam Na-young
- Musique : Kim Woo-geun
- Production : Lee Yong-hui
- Société de production : Dasepo Club
- Société de distribution : Showbox
- Pays d'origine :  Corée du Sud
- Langue originale : coréen
- Format : couleur - 2.35 : 1 - Dolby Digital - 35 mm
- Genre : thriller
- Durée : 119 minutes
- Dates de sortie :
  - Corée du Sud : 8 novembre 2012
  - France : 6 septembre 2012 (L'Étrange Festival) ; 19 février 2014 (vidéo)

## Distribution
- Jeong Jae-yeong : Choi Hyeong-goo, le policier
- Park Si-hoo : Lee Doo-seok, le tueur en série
- Jeong Hae-gyoon : Jay
- Kim Yeong-ae : Han Ji-soo, la mère du victime
- Choi Won-yeong : Tae-seok, le frère du victime
- Kim Jong-goo : le chasseur de serpents
- Jo Eun-ji : Kang Sook
- Woo Yong : Kang Do-hyeok

## Production

### Tournage
Toutes scènes ont été filmées entre le 7 octobre 2011 et 8 janvier 2012 à Séoul.

## Accueil

### Sortie nationale
Confession of Murder sort le 8 novembre 2012 en Corée du Sud.
En France, à l'exception de la projection à L'Étrange Festival, ce film reste inédit.

### Box-office
| Pays ou région | Box-office        | Date d'arrêt du box-office | Nombre de semaines |
| -------------- | ----------------- | -------------------------- | ------------------ |
| Corée du Sud   | 2 741 438 entrées | 6 janvier 2013             | 11                 |

## Remake
Un remake japonais, Confession of Murder, sort en 2017.

## Distinctions

### Récompenses
- Baeksang Arts Awards 2013 : Meilleur scénario (Jeong Byeong-gil)
- Grand Bell Awards 2013 : Meilleur nouveau réalisateur (Jeong Byeong-gil)

### Nomination
- Grand Bell Awards 2013 : Meilleur nouvel acteur (Park Si-hoo)